# Sackcloth and Scarlet
Sackcloth and Scarlet is een Amerikaanse dramafilm uit 1925 onder regie van Henry King. De film werd destijds in Nederland uitgebracht onder de titel Zijden boeien.

## Verhaal
Polly Freeman brengt de nacht door met de boer Stephen Edwards. Ze keert vervolgens terug naar huis en bekent alles aan haar zus Joan. Zij zegt haar eigen bruiloft met Sam Curtis af en reist met Polly naar Parijs, waar haar kind ter wereld komt. Sam reist naar Frankrijk en treft Joan aan in een kleine herberg met Polly's kind. Hij denkt dat het kind van Joan is en laat haar in de steek. Polly laat haar kind achter en Joan keert terug naar Washington, waar ze te gast is bij de gravin Selignac. Ze wordt er verliefd op Stephen, die inmiddels is verkozen tot Congreslid. Als Polly vervolgens opdaagt, staat Joan erop dat hij met haar trouwt. Polly overlijdt kort voor de bruiloft. Daardoor kunnen Stephen en Joan uiteindelijk toch bij elkaar zijn.

## Rolverdeling
| Acteur            | Personage         |
| ----------------- | ----------------- |
| Alice Terry       | Joan Freeman      |
| Orville Caldwell  | Stephen Edwards   |
| Dorothy Sebastian | Polly Freeman     |
| Otto Matieson     | Etienne Fochard   |
| Kathleen Kirkham  | Beatrice Selignac |
| John Miljan       | Samuel Curtis     |
| Clarissa Selwynne | Juffrouw Curtis   |
| Jack Huff         | Jack              |